# Білі мрії
«Білі мрії» — радянський художній фільм 1985 року, знятий режисером Сергієм Ісраеляном на кіностудії «Вірменфільм».

## Сюжет
За мотивами оповідання В. Тотовенця «Голуби». Дія відбувається наприкінці XIX століття у провінційному вірменському містечку. Майстер-брадобрей Акоп найбільше любив голубів і свою дочку Ліло. З дитинства вона була заручена з Ара, сином купця Тумаса. На той час, коли діти подорослішали й настав час влаштовувати весілля, купець став багатшим, а Акоп, крім голубів, більше нічим не розжився.

## У ролях
- Сос Саркісян — Акоп
- Генріх Алавердян — Тумас
- Галя Новенц — Маріам
- Жанна Аветісян — Вартуї
- Неллі Херанян — Ліло
- Грач'я Арутюнян — Ара
- Размік Ароян — Пейрос
- Азат Гаспарян — батько Марут
- Олександр Оганесян — Варжапет, вчитель
- Армен Назарян — Піліпос
- Вардуї Рушанян — дочка поважної людини
- Ашот Нерсесян — Арутюн
- Ованес Ванян — брат Ари
- Мурад Джанібекян — брат Ари
- Степан Аджапханян — епізод
- Араїк Арутюнян — епізод
- Каджик Барсегян — Маркар
- Арутюн Мовсесян — Вартан
- Н. Ходжанян — епізод
- А. Наджарян — епізод

## Знімальна група
- Режисер — Сергій Ісраелян
- Сценарист — Степан Алджаджян
- Оператор — Гагік Авакян
- Композитор — Тигран Мансурян
- Художник — Лідія Геворкян